# Grand Prix Pino Cerami 2015
Il Grand Prix Pino Cerami 2015, quarantanovesima edizione della corsa e valida come evento dell'UCI Europe Tour 2015 categoria 1.1, si svolse il 22 luglio 2015 su un percorso totale di circa 211 km. La vittoria fu appannaggio del belga Philippe Gilbert che terminò la competizione in 4h44'03", alla media di 44,57 km/h.
Sul traguardo di Frameries giunsero 55 dei 160 ciclisti partiti da Saint-Ghislain.

## Squadre e corridori partecipanti
| N.      | Cod. | Squadra                      |
| ------- | ---- | ---------------------------- |
| 1-8     | EQS  | Etixx-Quick Step             |
| 11-18   | LTS  | Lotto-Soudal                 |
| 21-28   | BMC  | BMC Racing Team              |
| 31-38   | TFR  | Trek Factory Racing          |
| 41-48   | TLJ  | Team Lotto NL-Jumbo          |
| 51-58   | FDJ  | FDJ                          |
| 61-68   | ALM  | AG2R La Mondiale             |
| 71-78   | TSV  | Topsport Vlaanderen-Baloise  |
| 81-88   | WGG  | Wanty-Groupe Gobert          |
| 91-98   | BSE  | Bretagne-Séché Environnement |
| 101-108 | ROP  | Team Roompot                 |

| N.      | Cod. | Squadra                        |
| ------- | ---- | ------------------------------ |
| 111-118 | WBC  | Wallonie-Bruxelles             |
| 121-128 | CCB  | Color Code-Aquality Protect    |
| 131-138 | VER  | Veranclassic-Ekoi              |
| 141-148 | VGS  | Vastgoedservice-Golden Palace  |
| 151-158 | BKP  | BKCP-Powerplus                 |
| 161-168 | PCW  | T.Palm-Pôle Continental Wallon |
| 171-178 | WIL  | Veranda's Willems Cycling Team |
| 181-188 | RLM  | Roubaix-Lille Métropole        |
| 191-198 | WGN  | Team Wiggins                   |
| 201-208 | RB3  | Rabobank Development Team      |

## Ordine d'arrivo (Top 10)
| Pos. | Corridore           | Squadra       | Tempo    |
| ---- | ------------------- | ------------- | -------- |
| 1    | Philippe Gilbert    | BMC           | 4h44'03" |
| 2    | Danny van Poppel    | Trek          | s.t.     |
| 3    | Tom Devriendt       | Wanty         | s.t.     |
| 4    | Tom Boonen          | Etixx         | s.t.     |
| 5    | Sébastien Turgot    | AG2R          | s.t.     |
| 6    | Christopher Lawless | Wiggins       | s.t.     |
| 7    | Antoine Demoitié    | Wallonie      | s.t.     |
| 8    | Philipp Walsleben   | BKCP          | s.t.     |
| 9    | Laurent Pichon      | FDJ           | s.t.     |
| 10   | Jeroen Meijers      | Rabobank Dev. | s.t.     |